# Psechrus borneo
Espèce
Psechrus borneo est une espèce d'araignées aranéomorphes de la famille des Psechridae.

## Distribution
Cette espèce est endémique du Kalimantan oriental en Indonésie,.

## Description
La femelle mesure 14,5 mm

## Étymologie
Son nom d'espèce lui a été donné en référence au lieu de sa découverte, Bornéo.

## Publication originale
- Levi, 1982 : The spider genera Psechrus and Fecenia (Araneae: Psechridae). Pacific Insects, vol. 24, p. 114-138 (texte intégral).